# Blacks Fork
Blacks Fork (gelegentlich Black’s Fork, auch Blacks Fork of the Green River genannt) ist ein etwa 282 km langer Nebenfluss des Green River in den US-Bundesstaaten Utah und Wyoming.

## Verlauf
Der Fluss entsteht an der Nordseite der Uinta Mountains im Wasatch-Cache National Forest im Summit County (Utah), als Zusammenfluss verschiedener Bäche, die das Gebiet um den Tokewanna Peak nahe der Grenze zwischen Utah und Wyoming entwässern. Kurz vor der Grenze nach Wyoming mündet der Fluss in das Meeks Cabin Reservoir, das er im Uinta County in Wyoming wieder verlässt. Er fließt dann nach Nordosten durch die Ortschaft Millburne und an Fort Bridger vorbei. Der Fluss wendet sich dann östlich und unterquert die Interstate 80 (I-80), bevor der Smiths Fork (möglicherweise benannt nach Jedediah Smith) von rechts einmündet, der zuvor weitgehend parallel zum Blacks Fork verläuft. Der Fluss fließt weiter nach Nordosten, erhält von links den Muddy Creek, fließt dann kurz durch die äußerste südöstliche Ecke des Lincoln County, um dann seinen Weg ostwärts im Sweetwater County fortzusetzen. Bei Granger mündet von Norden her der Hams Fork. Wenig später macht der Blacks Fork eine scharfe Biegung nach Süden, unterquert erneut die I-80 und mündet schließlich im Flaming Gorge Reservoir in den Green River.

## Geschichte
Der Fluss ist nach Arthur Black benannt, der 1824 in der Gegend als Trapper für die Rocky Mountain Fur Company arbeitete. Im Jahr 1843 bauten der Mountain Man Jim Bridger und sein Partner Louis Vasquez einen Handelsposten am Blacks Fork, westlich des heutigen Lyman gelegen, später bekannt als Fort Bridger. Der Posten wurde bald zu einem beliebten Haltepunkt entlang der Oregon und California Trails und markierte später den Punkt, an dem der Mormon Trail in Richtung Utah abzweigte.